# 長松寺 (高梁市)
長松寺（ちょうしょうじ）は、岡山県高梁市備中町西山にある曹洞宗の寺院で大本山は福井県の永平寺、本寺は洞松寺である。山号を青亀山（せいきざん）と称し、本尊は釈迦如来。長松寺の正式な名称は「長松禅寺（ちょうしょうぜんじ）」であるが言いやすく語呂が良いようにと、いつとはなく「禅」を省略して呼ぶようになった。

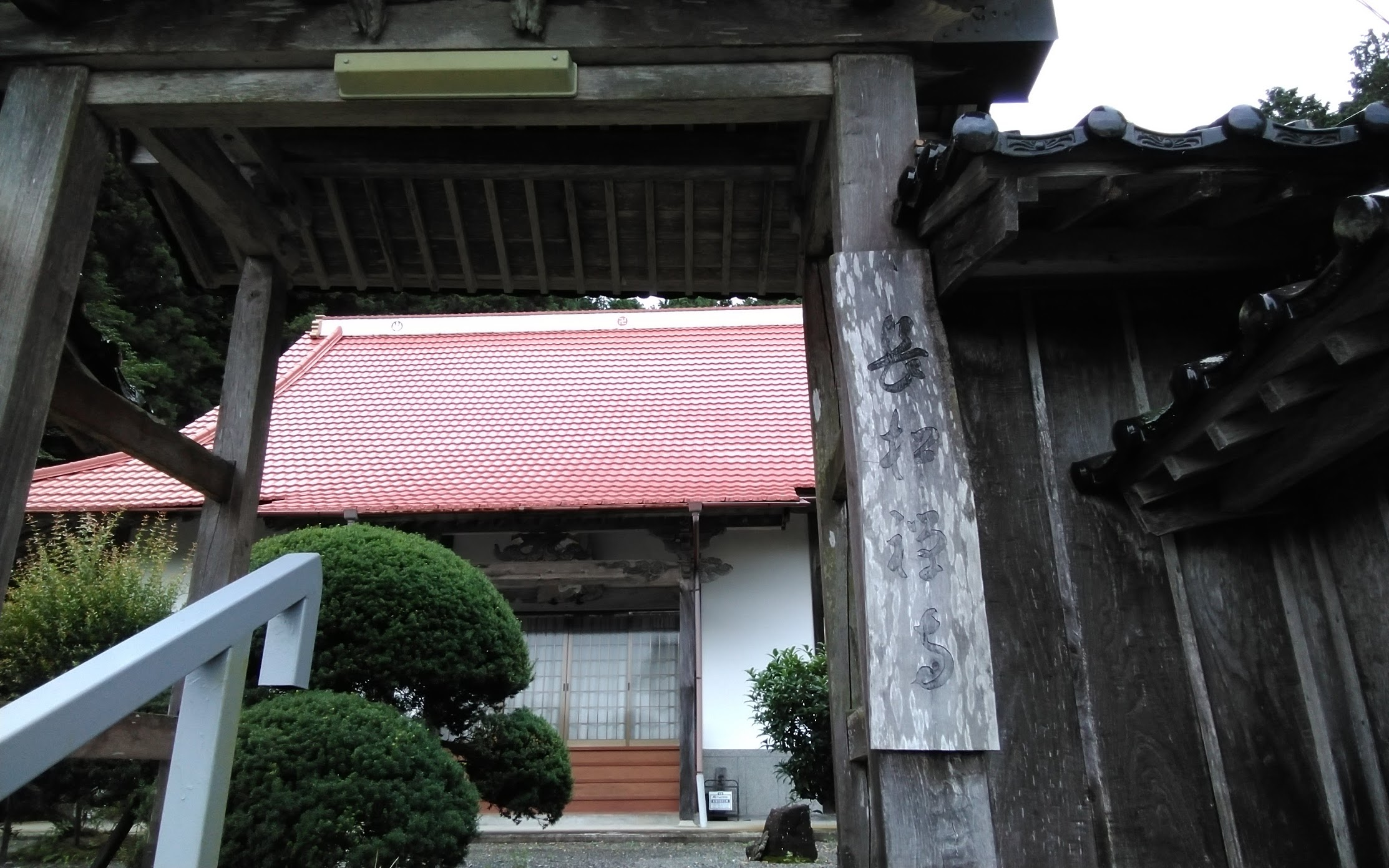
長松寺の正式名称「長松禅寺」が書いてある木製の表札

## 歴史
室町時代後期、享禄元年（1528年）開基檀頭、赤木弾正平泰忠（あかぎだんしょうたいらやすただ）が建立し天文 (元号)5年（1536年）繁興禅師（はんこうぜんじ）（禅庵繁興）によって開山されたとされる。
当寺の裏山はヒノキで覆われて一年を通して青々としていて、更にその山が亀の甲羅のような形に見えることから「青亀山」という山号が付けられたと言い伝えられている。
天保12年、明治21年と二度の大火災に罹災し、現在の建物はその後に建てられたものであり、28世 石定和尚が開山堂を、29世 哲崖和尚は自ら多額の私財を投じ更には檀家一同が一体となり長年に亘って復興と護持にあたり現在の姿を構築した。

## 交通アクセス
所在地
- 岡山県高梁市備中町西山2744

交通機関
- 車 岡山自動車道賀陽ICから約1時間半、または 中国自動車道東城インターチェンジより国道182号を東方面へ・県道313号を通り約20分。